# Djurgårdens IF Fotboll 2016
Djurgårdens herrlag i fotboll tävlar under säsongen 2016 i Allsvenskan (2016) och i Svenska cupen.

## Spelartruppen

### A-laget
Truppen aktuell per den: 6 november 2016.
| Nr | Nat           | Spelare               | Position    | Född       | Längd  | I DIF sedan           | Kontrakt till | Kom från               | Moderklubb             |
| -- | ------------- | --------------------- | ----------- | ---------- | ------ | --------------------- | ------------- | ---------------------- | ---------------------- |
| 1  | Sverige       | Andreas Isaksson      | Målvakt     | 1981-10-03 | 196 cm | 2016* (och 2001-2004) | 2018-12-31    | Kasımpaşa SK           | Östra Torp GIF         |
| 12 | Norge         | Kenneth Høie          | Målvakt     | 1979-09-11 | 188 cm | 2012                  | 2016-12-31    | IF Elfsborg            | SK Haugar              |
| 2  | Sverige       | Tim Björkström        | Back        | 1991-01-08 | 180 cm | 2015                  | 2017-12-31    | IF Brommapojkarna      | Hanvikens SK           |
| 3  | Sverige       | Elliot Käck           | Back        | 1989-09-18 | 173 cm | 2015 (och 1995-2008)  | 2017-12-31    | IK Sirius              | Djurgårdens IF         |
| 4  | Sverige       | Jacob Une Larsson     | Back        | 1994-04-08 | 180 cm | 2016                  | 2021-12-31    | IF Brommapojkarna      | IF Brommapojkarna      |
| 16 | Sverige       | Jonathan Augustinsson | Back        | 1996-03-30 | 185 cm | 2016                  | 2021-12-31    | IF Brommapojkarna      | IF Brommapojkarna      |
| 19 | Sverige       | Marcus Hansson        | Back        | 1990-02-12 | 186 cm | 2016                  | 2019-12-31    | Tromsø IL              | Åbyggeby FK            |
| 27 | Sverige       | Kebba Ceesay          | Back        | 1987-11-14 | 181 cm | 2016* (och 2007-2012) | 2018-12-31    | Lech Poznań            | IK Brage               |
| 28 | Norge         | Niklas Gunnarsson     | Back        | 1991-04-27 | 188 cm | 2016*                 | 2018-12-31    | Vålerenga              | Pors Grenland          |
| 6  | Sverige       | Alexander Faltsetas   | Mittfältare | 1987-07-04 | 181 cm | 2014                  | 2016-12-31    | Gefle IF               | Västra Frölunda IF     |
| 7  | Sydkorea      | Seon-Min Moon         | Mittfältare | 1992-06-09 | 170 cm | 2015                  | 2018-12-31    | Östersunds FK          | Nike Academy           |
| 8  | Sverige       | Kevin Walker          | Mittfältare | 1989-08-03 | 177 cm | 2015                  | 2020-12-31    | GIF Sundsvall          | Varbergs BoIS          |
| 9  | Sverige       | Haris Radetinac       | Mittfältare | 1985-10-28 | 187 cm | 2013*                 | 2019-12-31    | Mjällby AIF            | Novi Pazar             |
| 10 | Norge         | Daniel Berntsen       | Mittfältare | 1993-04-04 | 175 cm | 2015                  | 2017-12-31    | Rosenborg BK           | FK Bodø/Glimt          |
| 14 | Sverige       | Besard Sabovic        | Mittfältare | 1998-01-05 | 186 cm | 2015                  | 2017-12-31    | IF Brommapojkarna      | IF Brommapojkarna      |
| 18 | Sverige       | Kerim Mrabti          | Mittfältare | 1994-05-20 | 175 cm | 2015                  | 2018-12-31    | IK Sirius              | Enköpings SK           |
| 21 | Sydafrika     | Mihlali Mayambela     | Mittfältare | 1996-10-25 | 186 cm | 2016                  | 2019-12-31    | Cape Town All Stars    | Old Mutual Academy     |
| 22 | Sverige       | Jesper Karlström      | Mittfältare | 1995-06-21 | 182 cm | 2015                  | 2019-12-31    | IF Brommapojkarna      | IF Brommapojkarna      |
| 58 | Nederländerna | Othman El Kabir       | Mittfältare | 1991-07-17 | 175 cm | 2016*                 | 2019-12-31    | Athletic FC            | FC Blauw-Wit Amsterdam |
| 77 | Sverige       | Magnus Eriksson       | Mittfältare | 1990-04-08 | 179 cm | 2016*                 | 2020-12-31    | Brøndby IF             | AIK FF                 |
| 11 | Sverige       | Amadou Jawo           | Anfallare   | 1984-09-26 | 175 cm | 2013                  | 2018-12-31    | IF Elfsborg            | IK Frej                |
| 13 | Sverige       | Mathias Ranégie       | Anfallare   | 1984-06-14 | 197 cm | 2016                  | 2016-12-31    | Watford FC             | Göteborgs FF           |
| 17 | Kenya         | Michael Olunga        | Anfallare   | 1994-03-26 | 193 cm | 2016                  | 2019-12-31    | Liberty Sports Academy | Liberty Sports Academy |
| 24 | Zimbabwe      | Tino Kadewere         | Anfallare   | 1996-01-05 | 183 cm | 2015                  | 2019-12-31    | Harare City F.C.       | Prince Edward School   |

| Nr | Nat     | Utlånade/sålda spelare under 2016        | Position  | Född       | Längd  | I DIF sedan | Kontrakt till | Kom från          | Moderklubb     |
| -- | ------- | ---------------------------------------- | --------- | ---------- | ------ | ----------- | ------------- | ----------------- | -------------- |
| 13 | Sverige | Emil Bergström (såld 4 februari 2016)    | Back      | 1993-05-19 | 187 cm | 2007        | 2017-12-31    | IF Brommapojkarna | Spånga IS      |
| 16 | Sverige | Sebastian Andersson (såld 15 mars 2016)  | Anfallare | 1991-07-15 | 190 cm | 2014        | 2017-12-31    | Kalmar FF         | Vinslövs IF    |
| 20 | Liberia | Sam Johnson (såld 14 juli 2016)          | Anfallare | 1993-05-06 | 180 cm | 2015        | 2018-12-31    | IK Frej           | Nimba FC       |
| 5  | Sverige | Stefan Karlsson (såld 24 juli 2016)      | Back      | 1988-12-15 | 178 cm | 2014        | 2016-12-31    | Östers IF         | Växjö Norra IF |
| 23 | Sverige | Hampus Nilsson (utlånad 11 augusti 2016) | Målvakt   | 1990-07-17 | 197 cm | 2013        | 2018-12-31    | Helsingborgs IF   | IFK Osby       |
| 15 | Gambia  | Omar Colley (såld 15 augusti 2016)       | Back      | 1992-10-24 | 192 cm | 2015        | 2017-12-31    | KuPS              | Wallidan FC    |

Långtidsskador
- 2016-01-07: Kerim Mrabti, korsbandsskada [1]
- Sedan 2015: Haris Radetinac

## Allsvenskan
Lagets tabellrader efter omgångarna 16 respektive 30:
Pelle Olsson (omgång 1–16):
- T: plats 14 16m 5 0 11 20–25 (–5) 15p
- H: plats 14 7m 3 0 4 13–10 (+3) 9p
- B: plats 14 9m 2 0 7 7–15 (–8) 6p

Mark Dempsey (omgång 17–30):
- T: 14m 9 1 4 28-22 (+6) 28p
- H: 8m 5 1 2 14-12 (+2) 16p
- B: 6m 4 0 2 14-10 (+4) 12p

| Omgång | Datum        | Motståndare         | H / B | Resultat | Målskyttar                                                        | Publik | Arena            | Liga- position |
| ------ | ------------ | ------------------- | ----- | -------- | ----------------------------------------------------------------- | ------ | ---------------- | -------------- |
| 1      | 3 april      | Örebro SK           | B     | 2-0      | Johnson 24', Colley 56'                                           | 11.247 | Behrn Arena      | 2:a            |
| 2      | 7 april      | Falkenbergs FF      | H     | 5-0      | Johnson (2) 6', 54', Ranégie 13' (straff), Walker 66', Colley 71' | 15.134 | Tele2 Arena      | 1:a            |
| 3      | 10 april     | Gefle IF FF         | B     | 2-1      | Johnson 77', Walker 90+1'                                         | 5.042  | Gavlevallen      | 1:a            |
| 4      | 19 april     | Hammarby IF FF      | H     | 1-3      | Johnson 25'                                                       | 24.900 | Tele2 Arena      | 1:a            |
| 5      | 24 april     | Malmö FF            | B     | 0-1      |                                                                   | 18.734 | Swedbank Stadion | 3:a            |
| 6      | 28 april     | IF Elfsborg         | B     | 0-3      |                                                                   | 6.402  | Borås Arena      | 7:a            |
| 7      | 2 maj        | Östersunds FK       | H     | 3-0      | Moon 17', Johnson 18', Ranégie 69'                                | 11.275 | Tele2 Arena      | 3:a            |
| 8      | 9 maj        | IFK Göteborg        | B     | 1-2      | Sabovic 53'                                                       | 12.214 | Gamla Ullevi     | 8:a            |
| 9      | 16 maj       | AIK                 | B     | 0-2      |                                                                   | 26.109 | Friends Arena    | 11:a           |
| 10     | 19 maj       | Kalmar FF           | H     | 0-3      |                                                                   | 11.114 | Tele2 Arena      | 13:e           |
| 11     | 22 maj       | Helsingborgs IF     | H     | 3-0      | Johnson 12', Berntsen 52', Karlström 84'                          | 13.183 | Tele2 Arena      | 8:a            |
| 12     | 29 maj       | BK Häcken           | B     | 1-3      | Ranégie 16'                                                       | 4.059  | Bravida Arena    | 10:e           |
| 13     | 9 juni       | IFK Norrköping      | H     | 0-1      |                                                                   | 13.598 | Tele2 Arena      | 11:e           |
| 14     | 18 juni      | Jönköpings Södra IF | B     | 0-1      |                                                                   | 5.811  | Stadsparkvallen  | 13:e           |
| 15     | 25 juli      | GIF Sundsvall       | H     | 1-3      | Kadewere 90+4'                                                    | 10.157 | Tele2 Arena      | 13:e           |
| 16     | 1 augusti    | Kalmar FF           | B     | 1-2      | Walker 4'                                                         | 8.336  | Guldfågeln Arena | 14:e           |
| 17     | 8 augusti    | IFK Göteborg        | H     | 3-1      | Olunga (2) 28', 65', Ranégie 29'                                  | 13.681 | Tele2 Arena      | 14:e           |
| 18     | 14 augusti   | IF Elfsborg         | H     | 2-2      | Olunga 29', Eriksson '55                                          | 12.514 | Tele2 Arena      | 13:e           |
| 19     | 20 augusti   | Östersunds FK       | B     | 0-1      |                                                                   | 8.027  | Jämtkraft Arena  | 13:e           |
| 20     | 27 augusti   | Gefle IF FF         | H     | 2-1      | Gunnarsson 17', Olunga 86'                                        | 10.925 | Tele2 Arena      | 13:e           |
| 21     | 11 september | Falkenbergs FF      | B     | 2-1      | Ranégie 34', Olunga 75'                                           | 3.429  | Falkenbergs IP   | 11:e           |
| 22     | 18 september | Malmö FF            | H     | 3-1      | Eriksson 7' (frispark), Olunga (2) 16', 60'                       | 15.370 | Tele2 Arena      | 10:e           |
| 23     | 21 september | AIK                 | H     | 0-3      |                                                                   | 22.197 | Tele2 Arena      | 11:e           |
| 24     | 26 september | IFK Norrköping      | B     | 3-1      | Gunnarsson 50', Olunga 55', Berntsen 84'                          | 12.682 | Östgötaporten    | 9:a            |
| 25     | 2 oktober    | Örebro SK           | H     | 3-2      | Une Larsson 5', Faltsetas 13', Käck 59'                           | 10.683 | Tele2 Arena      | 9:a            |
| 26     | 17 oktober   | Hammarby IF FF      | B     | 2-4      | Walker 3', Ranégie 32'                                            | 28.493 | Tele2 Arena      | 10:e           |
| 27     | 2 oktober    | Jönköpings Södra IF | H     | 0-2      |                                                                   | 6.724  | Tele2 Arena      | 11:e           |
| 28     | 27 oktober   | Helsingborgs IF     | B     | 2-1      | Olunga (2) 31', 67'                                               | 7.215  | Olympia          | 11:e           |
| 29     | 31 oktober   | BK Häcken           | H     | 1-0      | Kadewere 66'                                                      | 9.434  | Tele2 Arena      | 9:a            |
| 30     | 6 november   | GIF Sundsvall       | B     | 5-2      | Olunga (2) 14', 36', El Kabir 36', Kadewere 69', Eriksson 84'     | 3.295  | Norrport Arena   | 7:a            |

## Svenska Cupen
| Omgång    | Datum            | Motståndare    | H / B | Resultat | Målskyttar                                                         | Publik | Arena                    |
| --------- | ---------------- | -------------- | ----- | -------- | ------------------------------------------------------------------ | ------ | ------------------------ |
| Omgång 2  | 20 augusti 2015  | Torstorps IF   | B     | 5-1      | Andersson (2) 83', 86', Karlström 30', Kadewere 37', Bergström 75' | 2.258  | Atlaslunden              |
| Gruppspel | 22 februari 2016 | Ljungskile SK  | H     | 2-1      | Självmål 58', Andersson 85'                                        | 6.409  | Tele2 Arena              |
| Gruppspel | 3 april 2016     | Syrianska FC   | B     | 0-1      |                                                                    | 3.106  | Södertälje fotbollsarena |
| Gruppspel | 6 mars 2016      | Hammarby IF FF | H     | 1-3      | Une Larsson 4'                                                     | 21.367 | Tele2 Arena              |

## Träningsmatcher
| Datum              | Motståndare         | H / B | Resultat | Målskyttar                                             | Domare           | Publik | Arena                  |
| ------------------ | ------------------- | ----- | -------- | ------------------------------------------------------ | ---------------- | ------ | ---------------------- |
| Lördag 16 januari  | Shanghai SIPG FC    | H     | 2-3      | Moon 20', Kadewere 40' (nick) (Walker)                 |                  | 100    | Maspalomas Stadium     |
| Lördag 23 januari  | Örebro SK           | B     | 2-4      | Johnson 34' (Jawo), Une Larsson 77' (nick) (Karlström) | Mohamed Al-Hakim | 835    | Behrn Arena            |
| Torsdag 4 februari | FC Steaua București | B     | 2-2      | Olunga 25' (Johnson), Berntsen 53'                     |                  |        | Regnum Carya Hotel     |
| Tisdag 1 mars      | Åtvidabergs FF      | B     | 2-0      | Moon 31', Jawo 68' (nick) (Sabovic)                    |                  |        | Kopparvallen           |
| Lördag 19 mars     | IFK Göteborg        | B     | 1-1      | Walker 77'                                             |                  |        | Ullevi                 |
| Onsdag 22 juni     | Kalmar FF           | H     | 0-2      |                                                        |                  | 756    | Stockholms Stadion     |
| Tisdag 28 juni     | Östersunds FK       | H     | 1-0      | Walker 61' (straff)                                    |                  | 539    | Norrtälje Sportcentrum |

## Statistik

### Avser Allsvenskan

#### Mål
1. Michael Olunga, 12
2. Sam Johnson, 7
3. Mathias Ranégie, 6
4. Kevin Walker, 4
5. Tinotenda Kadewere, 3
6. Magnus Eriksson, 3
7. Daniel Berntsen, 2
8. Omar Colley, 2
9. Niklas Gunnarsson, 2
10. Elliot Käck, 1
11. Besard Sabovic, 1
12. Othman El Kabir, 1
13. Alexander Faltsetas, 1
14. Jacob Une Larsson, 1
15. Jesper Karlström, 1
16. Seon-Min Moon, 1

#### Assist
1. Elliot Käck, 6
2. Kevin Walker, 5
3. Tinotenda Kadewere, 4
4. Michael Olunga, 3
5. Mathias Ranégie, 3
6. Daniel Berntsen, 3
7. Othman El Kabir, 2
8. Magnus Eriksson, 2
9. Sam Johnson, 1
10. Amadou Jawo, 1
11. Kebba Ceesay, 1
12. Alexander Faltsetas, 1
13. Tim Björkström 1

### Avser träningsmatcher

#### Mål
1. Seon-Min Moon, 2
2. Kevin Walker, 2 (1 straff)
3. Tino Kadewere, 1 (1 nick)
4. Sam Johnson, 1
5. Jacob Une Larsson, 1 (1 nick)
6. Michael Olunga, 1
7. Daniel Berntsen, 1
8. Amadou Jawo, 1 (1 nick)

#### Assist
1. Kevin Walker, 1
2. Amadou Jawo, 1
3. Jesper Karlström, 1
4. Sam Johnson, 1
5. Besard Sabovic, 1

## Truppförändringar
Efter Allsvenskan 2015 och under säsongen 2016:

### Tröjnummerförändringar
| Namn           | Från | Till |
| -------------- | ---- | ---- |
| Tim Björkström | 17   | 2    |
| Elliot Käck    | 14   | 3    |
| Besard Sabovic | 33   | 14   |

### Förlängda kontrakt
| Datum           | Nr | Namn          | Position    | Kommentar                            | Länk   |
| --------------- | -- | ------------- | ----------- | ------------------------------------ | ------ |
| 18 januari 2011 | 28 | Trimi Makolli | Mittfältare | 3-årskontrakt (tom 31 december 2013) | dif.se |
| 17 juni 2016    |    | Pelle Olsson  | Tränare     | 2-årskontrakt (tom 31 december 2018) | dif.se |

### Spelare/ledare in
| Datum            | Nr | Namn                  | Från                   | Position    | Kommentar                                                                   | Länk                       |
| ---------------- | -- | --------------------- | ---------------------- | ----------- | --------------------------------------------------------------------------- | -------------------------- |
| 3 juli 2015      | 4  | Jacob Une Larsson     | IF Brommapojkarna      | Back        | Bosman, spelklar from 1 januari 2016, 3-årskontrakt (tom 31 december 2018). | dif.se & brommapojkarna.se |
| 27 november 2015 | 7  | Seon-Min Moon         | Östersunds FK          | Mittfältare | 3-årskontrakt (tom 31 december 2018).                                       | dif.se                     |
| 27 november2015  | 24 | Tinotenda Kadewere    | Harare City FC         | Anfallare   | Utnyttjad köpoption, 4-årskontrakt (tom 31 december 2019).                  | dif.se                     |
| 12 januari 2016  | 14 | Besard Sabovic        | Djurgården U21         | Mittfältare | 4-årskontrakt (tom 31 december 2019)                                        | dif.se                     |
| 24 januari 2016  | 21 | Mihlali Mayambela     | Cape Town All Stars    | Mittfältare | 4-årskontrakt (tom 31 december 2019)                                        | dif.se                     |
| 4 februari 2016  | 14 | Marcus Hansson        | Tromsø IL              | Back        | 4-årskontrakt (tom 31 december 2019)                                        | dif.se                     |
| 4 februari 2016  | 16 | Jonathan Augustinsson | IF Brommapojkarna      | Back        | 4-årskontrakt (tom 31 december 2019)                                        | dif.se                     |
| 17 februari 2016 | 17 | Michael Olunga        | Liberty Sports Academy | Anfallare   | 4-årskontrakt (tom 31 december 2019)                                        | dif.se                     |
| 17 februari 2016 | 13 | Mathias Ranégie       | Watford FC             | Anfallare   | Lånas tom 31 december 2016                                                  | dif.se                     |
| 16 juni 2016     | 77 | Magnus Eriksson       | Brøndby IF             | Mittfältare | 3,5-årskontrakt (tom 31 december 2019)                                      | dif.se                     |
| 14 juli 2016     | 58 | Othman El Kabir       | Athletic FC            | Mittfältare | 3,5-årskontrakt (tom 31 december 2019)                                      | dif.se                     |
| 20 juli 2016     | 27 | Kebba Ceesay          | Lech Poznań            | Back        | 2,5-årskontrakt from 1 augusti 2016 (tom 31 december 2018)                  | dif.se                     |
| 3 augusti 2016   |    | Mark Dempsey          |                        | Tränare     | Tar över som tränare säsongen ut (tom 31 december 2016)                     | dif.se                     |
| 10 augusti 2016  | 28 | Niklas Gunnarsson     | Vålerenga IF           | Back        | 2,5-årskontrakt (tom 31 december 2018)                                      | dif.se & svenskafans.com   |
| 11 augusti 2016  | 1  | Andreas Isaksson      | Kasımpaşa SK           | Målvakt     | 2,5-årskontrakt (tom 31 december 2018)                                      | dif.se & aftonbladet.se    |

### Spelare/ledare ut
| Datum           | Nr | Namn                | Till           | Position     | Kommentar                                                                                         | Länk                            |
| --------------- | -- | ------------------- | -------------- | ------------ | ------------------------------------------------------------------------------------------------- | ------------------------------- |
| 30 oktober2015  | 3  | Fredrik Stenman     | IFK Lidingö    | Back         | Kontraktet går ut. Skrev på för nya klubben i mars 2016.                                          | dif.se                          |
| 30 oktober2015  | 2  | Jesper Arvidsson    | Vålerenga IF   | Back         | Kontraktet går ut. Skrev på för nya klubben i november 2015.                                      | dif.se, dif.se & vif-fotball.no |
| 4 februari 2016 | 13 | Emil Bergström      | Rubin Kazan    | Back         | Försäljning.                                                                                      | dif.se                          |
| 9 februari 2016 | -- | Marijan Cosic       | Åtvidabergs FF | Mittfältare  | Lånas ut för resten av säsongen (tom 31 december 2016).                                           | dif.se                          |
| 9 februari 2016 | -- | Samuel Holm         | Åtvidabergs FF | Anfallare    | Lånas ut för resten av säsongen (tom 31 december 2016).                                           | dif.se                          |
| 15 mars 2016    | 16 | Sebastian Andersson | IFK Norrköping | Anfallare    | Försäljning.                                                                                      | dif.se & ifknorrkoping.se       |
| 18 mars 2016    | -- | Michael Jahn        | Husqvarna FF   | Utlåning.    | Lånas ut för resten av säsongen (tom 31 december 2016).                                           | dif.se                          |
| 24 mars 2016    | -- | Kevin Deeromram     | Åtvidabergs FF | Utlåning.    | Lånas ut för resten av säsongen (tom 31 december 2016).                                           | dif.se                          |
| 14 juli 2016    | 20 | Sam Johnson         | Wuhan Zall     | Försäljning. | Försäljning.                                                                                      | dif.se                          |
| 19 juli 2016    | -- | Michael Jahn        | Karlbergs BK   | Back         | Bryter lånet med Husqvarna och lånas ut på nytt (tom 31 december 2016).                           | dif.se                          |
| 24 juli 2016    | 5  | Stefan Karlsson     | Östersunds FK  | Back         | Försäljning.                                                                                      | dif.se & ostersundsfk.se        |
| 3 augusti 2016  |    | Pelle Olsson        |                | Tränare      | Samarbetet avslutas.                                                                              | dif.se                          |
| 11 augusti 2016 | 23 | Hampus Nilsson      | Östersunds FK  | Målvakt      | Lånas ut för resten av säsongen (tom 31 december 2016).                                           | dif.se & ostersundsfk.se        |
| 15 augusti 2016 | 15 | Omar Colley         | KRC Genk       | Back         | Försäljning.                                                                                      | dif.se                          |
| 30 oktober 2016 |    | Mark Dempsey        | Molde FK       | Tränare      | Kontraktet går ut, erbjuden förlängning men tackar nej. Skrev på för nya klubben i december 2016. | dif.se                          |

## Föreningen

### Tränarstab
- Manager/huvudtränare:
  - omgång 1–16:  Pelle Olsson (fr.o.m. 2014 till och med 3 augusti 2016)[2]
  - omgång 17–30:  Mark Dempsey (fr.o.m. 3 augusti 2016)[3]
- Assisterande tränare:  Anders Johansson
- Målvaktstränare:  Kjell Frisk
- Fysioterapeut:  Christian Schumacher
- Naprapat:  Christian Andersson

### Spelartröjor
- Tillverkare: Adidas
- Huvudsponsor: Prioritet Finans, Djurgårdsandan
- Hemmatröja: Blårandig
- Bortatröja, primär:
- Bortatröja, reserv:
- Spelarnamn: Ja

### Årsmötet 2016
- Datum: Torsdag 10 mars 2016 [4][5]
- Plats: GIH
- Deltagare: 134 medlemmar
- Årsmötesordförande: Johan Winnerblad

Styrelsen för Djurgårdens IF Fotbollsförening ("DIF FF") och Djurgården Elitfotboll AB ("DEF AB") valdes enligt följande:
- Ordförande (1 år): Lars-Erik Sjöberg
- Styrelseledamöter (omval 2 år): Ellinor Persson, Gustaf Törngren och Claes-Göran Sylvén.
- Styrelseledamöter (omval 1 år): Mikael Pawlo
- Föregående årsmöte (2 år): Anders Grönhagen och Patrik Nilsson.
- Hedersledamot: Pelle Kotschack

Årets Djurgårdare (spelare) 2015
- Herr: Kerim Mrabti
- Dam: Mia Jalkerud (för andra året i rad)

Årets damspelare har utsetts sedan årsmötet 2015 (verksamhetsåret 2014).
Källa: DIF:s egen rapport från årsmötet

### Övrig information
- Ordförande: Lars-Erik Sjöberg, sedan maj 2013 (varav tillförordnad till och med mars 2014)
- Sportchef: Bosse Andersson
- Huvudarena: Tele2 Arena
- Reservarena:
- Medlemmar: över 13 000 [6]
- Säsongskort: 7 700 sålda, per den 17 mars 2016 [7]